# خوسيه لويس بيريز (متسابق الحدث)
خوسيه لويس بيريز (بالإسبانية: José Luis Pérez)‏ هو متسابق الحدث مكسيكي، ولد في 18 يونيو 1943 في تونالا في المكسيك.

## وصلات خارجية
- خوسيه لويس بيريز على موقع اللجنة الأولمبية الدولية (الإنجليزية)
- خوسيه لويس بيريز على موقع أوليمبيديا (الإنجليزية)